# И́
Cette page contient des caractères spéciaux ou non latins. S’ils s’affichent mal (▯, ?, etc.), consultez la page d’aide Unicode.
Le i accent aigu (capitale И́, minuscule и́) est une lettre de l'alphabet cyrillique utilisée dans certaines langues comme le biélorusse, le kirghize, le russe, ou le rusyn lorsque l’intonation est indiquée à l’aide de l’accent aigu.

## Utilisations
Le И́ est utilisé en russe lorsque l’intonation d’une syllabe est indiquée sur la voyelle И.

## Représentations informatiques
Le i accent aigu peut être représenté avec les caractères Unicode suivants :
- décomposé (cyrillique, diacritiques) :

| formes    | représentations | chaînes de caractères | points de code | descriptions                                          |
| --------- | --------------- | --------------------- | -------------- | ----------------------------------------------------- |
| capitale  | И́               | И◌́                    | U+0418 U+0301  | lettre majuscule cyrillique i diacritique accent aigu |
| minuscule | и́               | и◌́                    | U+0438 U+0301  | lettre minuscule cyrillique i diacritique accent aigu |